# (773721) 2020 YR3
(773721) 2020 YR3 est un objet transneptunien considéré comme Centaure, ayant un aphélie supérieur à 1000 découvert en 2020, mais repéré sur des photos datant de 2014, il avait d'abord été classé comme comète sous le nom de C47KYD2.